# TT100

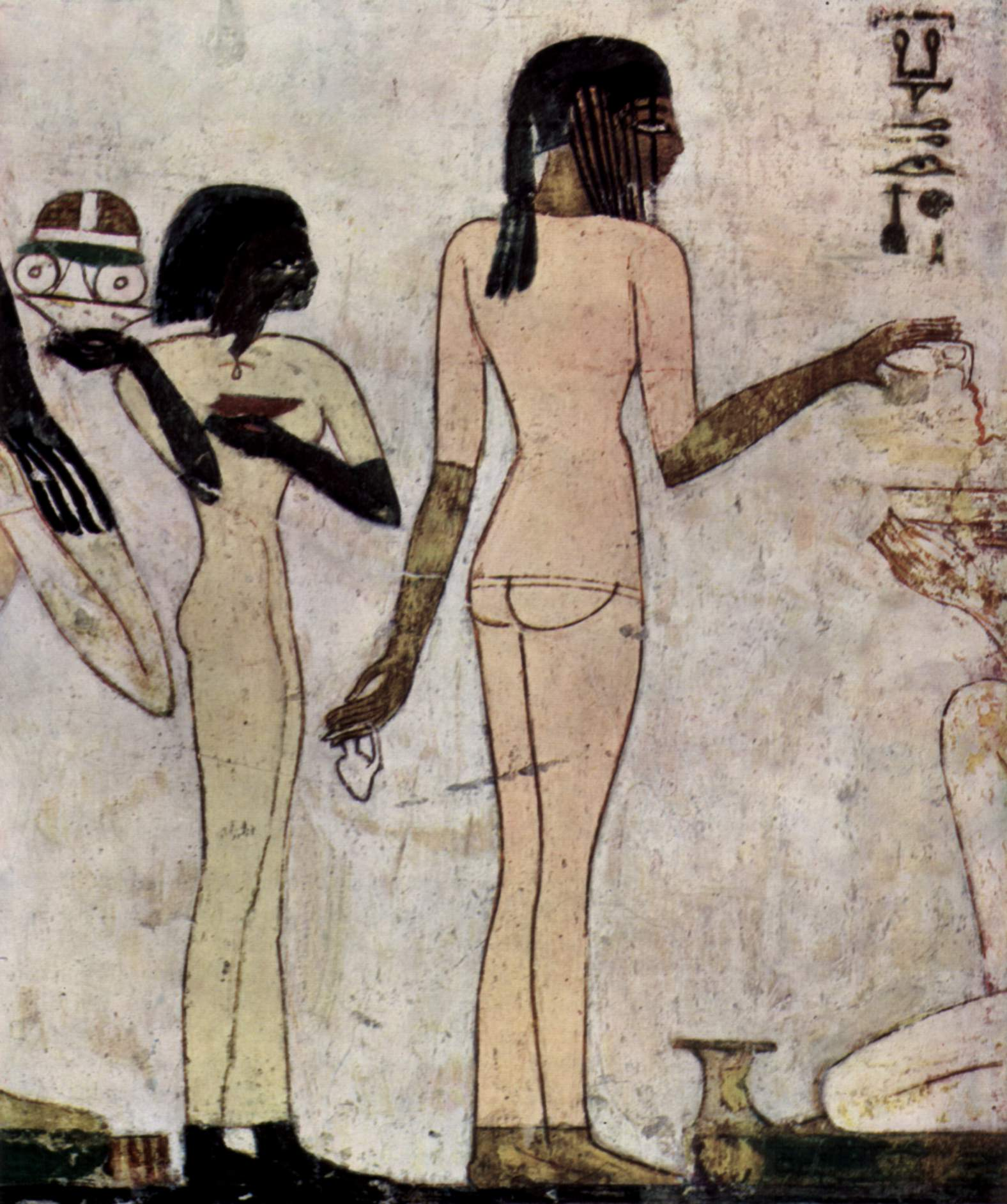
Malerei im Grab des Wesirs

TT100 (Theban Tomb no. 100) ist die moderne Bezeichnung für die Grabkapelle des Wesirs Rechmire, der unter Thutmosis III. und Amenophis II. amtierte. Die Kapelle liegt in Theben-West.

## Beschreibung
Die Kapelle ist in den Fels gehauen und hat einen T-förmigen Grundriss mit einem offenen Vorhof. Die Anlage führt 25 Meter in den Felsen. Die Vorhalle ist 20 Meter breit. Einmalig ist die Haupthalle, die nach hinten hin immer höher wird. Die Kapelle ist größtenteils ausgemalt. Die Dekoration ist gut erhalten und bildet eine wichtige Quelle der Information zur Verwaltung, Handwerk und Gewerbe (Metallgewinnung etc.) sowie der Kunst aus dieser Zeit.
Zu den wichtigeren Szenen in der Kapelle gehören Darstellungen des Mundöffnungsrituals, Darstellungen von Tributbringern aus Oberägypten und von Nachbarländern. Bemerkenswert ist hier der ethnografische Realismus, das heißt die Darstellungsweise einzelner Volksgruppen. So wurde das Aussehen der minoischen Tributbringer übermalt und der mykenischen Eroberung Kretas Rechnung getragen, indem die Personen eine mykenische Erscheinungsform erhielten. Andere Darstellungen im Grab zeigen ein Festbankett oder die Beaufsichtigung von Bauarbeiten und Werkstätten.
Die sogenannte Dienstanweisung für den Wesir ist ein Text, der von der alltäglichen Tätigkeit des Wesirs berichtet. Der Text ist auch von anderen Gräbern bekannt, jedoch hier besonders gut erhalten. Es ist einer der wichtigsten Texte zur ägyptischen Verwaltung.
Die Kapelle hat keine Grabkammern. Es kann angenommen werden, dass das eigentliche Grab des Rechmire an einem anderen Ort zu suchen ist, wahrscheinlich im Tal der Könige. Seine Kapelle diente ausschließlich seinem Totenkult.